# Estreito do Almirante Kuznetsov

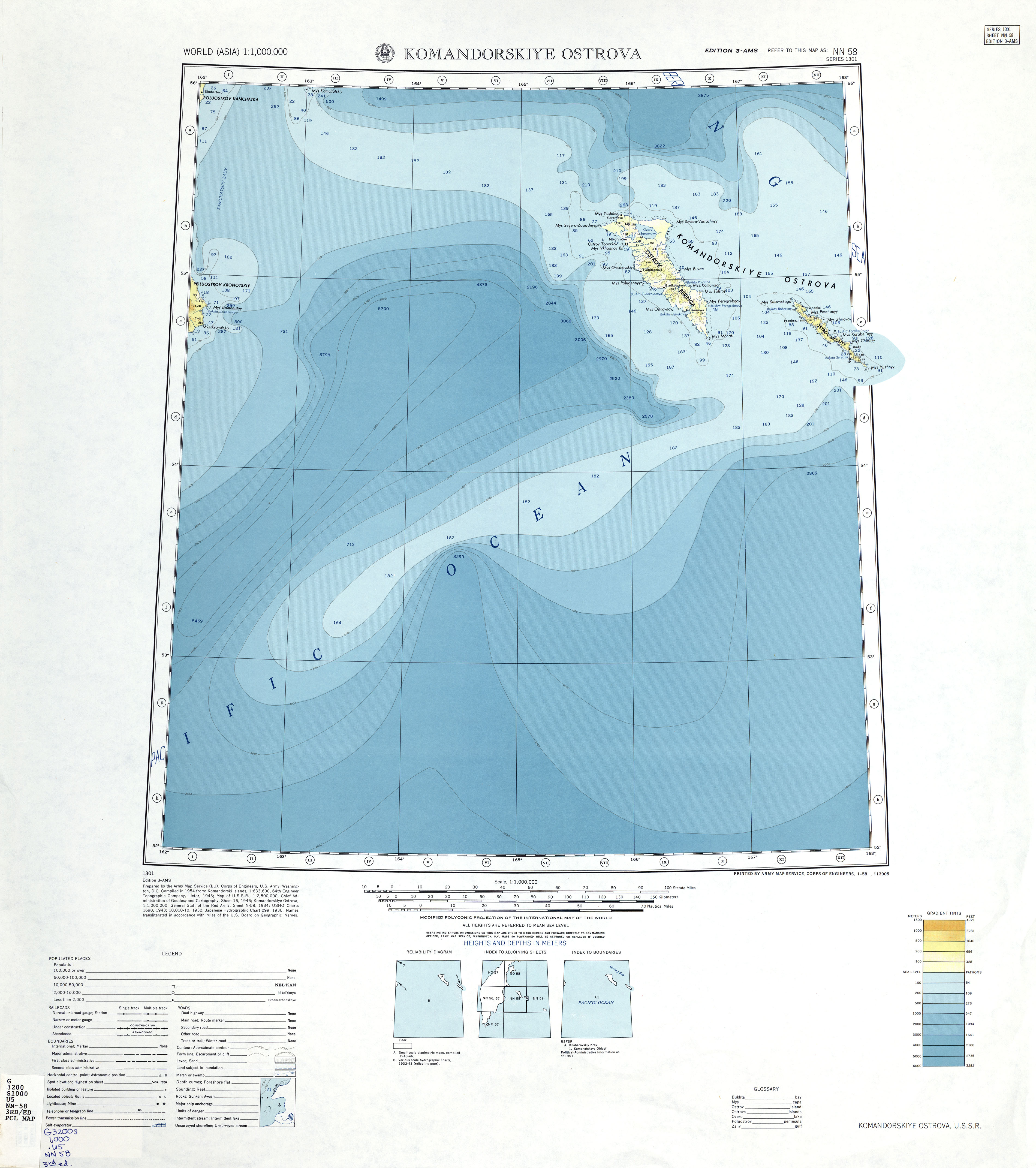
Mapa da região do estreito do Almirante Kuznetsov

O estreito do Almirante Kuznetsov (em russo:  Пролив Адмирала Кузнецова) é um estreito com cerca de 50 km de largura na Rússia. Separa a ilha Medny e a ilha Bering (nas ilhas Comandante) e liga ao mar de Bering a norte ao oceano Pacífico a sul. Foi nomeado em homenagem ao almirante Nikolay Kuznetsov.